# ديوان الرعية

شعار ديوان الرعية.

ديوان الرعية هو المجلس الأدنى لبرلمان ماليزيا.
تعقد انتخابات ديوان الرعية كل خمس سنوات، وتتم الانتخابات على أساس حزبي.